# Дюмес (Міссісіпі)
Дюмес (англ. Dumas) — місто (англ. town) в США, в окрузі Тіппа штату Міссісіпі. Населення — 471 особа (2020).

## Географія
Дюмес розташований за координатами 34°38′17″ пн. ш. 88°50′35″ зх. д. / 34.63806° пн. ш. 88.84306° зх. д. (34.638061, -88.843091).  За даними Бюро перепису населення США в 2010 році місто мало площу 10,10 км², уся площа — суходіл.

## Демографія
Згідно з переписом 2010 року, у місті мешкало 470 осіб у 178 домогосподарствах у складі 136 родин. Густота населення становила 47 осіб/км².  Було 192 помешкання (19/км²).
Расовий склад населення:
| - 97,9 % — білих - 0,9 % — чорних або афроамериканців |

До двох чи більше рас належало 1,1 %. Частка іспаномовних становила 0,4 % від усіх жителів.
За віковим діапазоном населення розподілялося таким чином: 26,8 % — особи молодші 18 років, 58,1 % — особи у віці 18—64 років, 15,1 % — особи у віці 65 років та старші. Медіана віку мешканця становила 38,6 року. На 100 осіб жіночої статі у місті припадало 121,7 чоловіків;  на 100 жінок у віці від 18 років та старших — 115,0 чоловіків також старших 18 років.
Середній дохід на одне домашнє господарство  становив 47 215 доларів США (медіана — 41 827), а середній дохід на одну сім'ю — 52 666 доларів (медіана — 47 188). Медіана доходів становила 41 964 долари для чоловіків та 33 125 доларів для жінок. За межею бідності перебувало 5,6 % осіб, у тому числі 4,9 % дітей у віці до 18 років та 10,0 % осіб у віці 65 років та старших.
Цивільне працевлаштоване населення становило 174 особи. Основні галузі зайнятості: виробництво — 31,0 %, освіта, охорона здоров'я та соціальна допомога — 23,6 %, будівництво — 10,3 %, роздрібна торгівля — 6,9 %.